# Cryptandra amara
Cryptandra amara là một loài thực vật có hoa trong họ Táo. Loài này được Sm. mô tả khoa học đầu tiên năm 1808.

## Hình ảnh

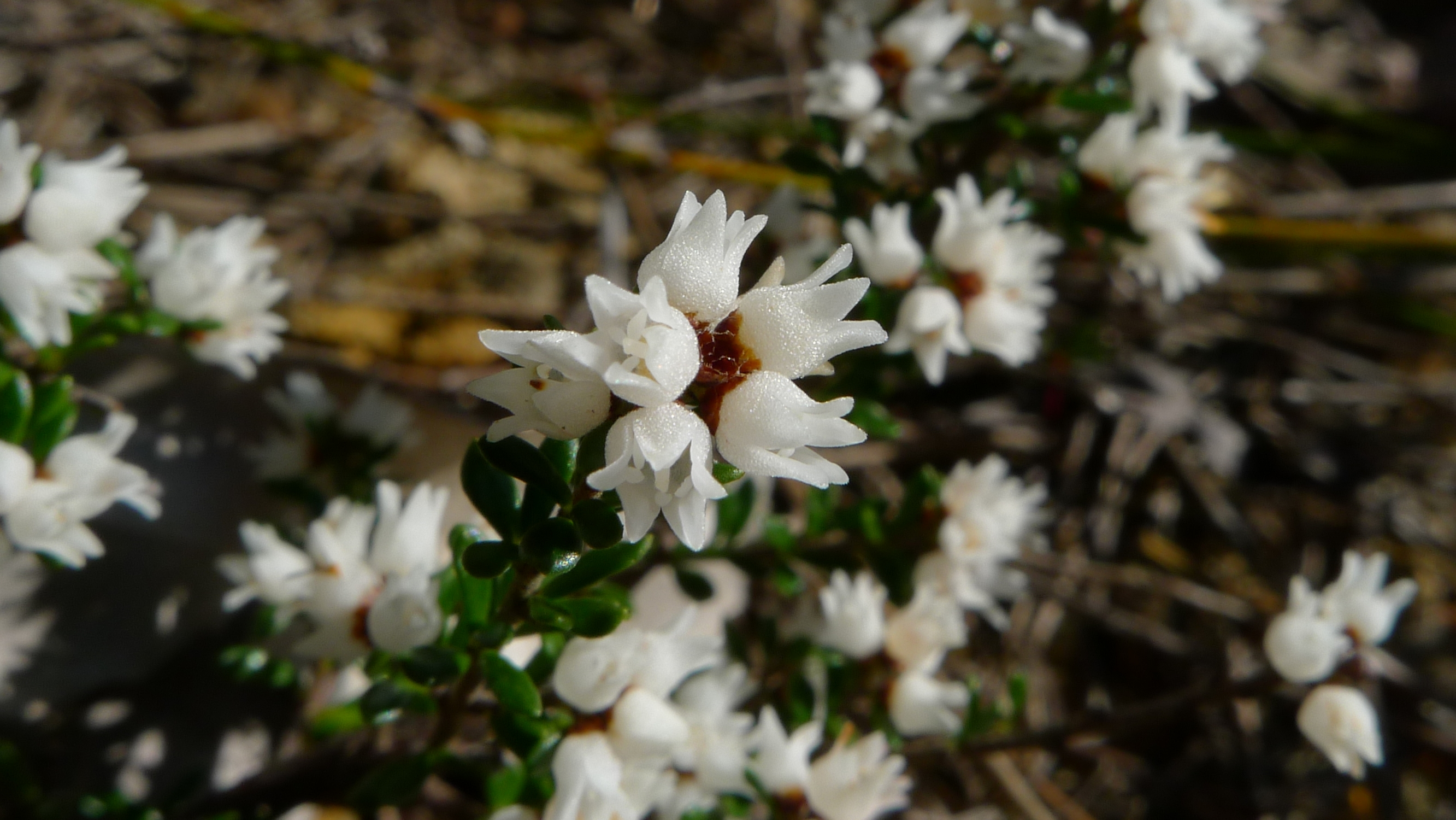
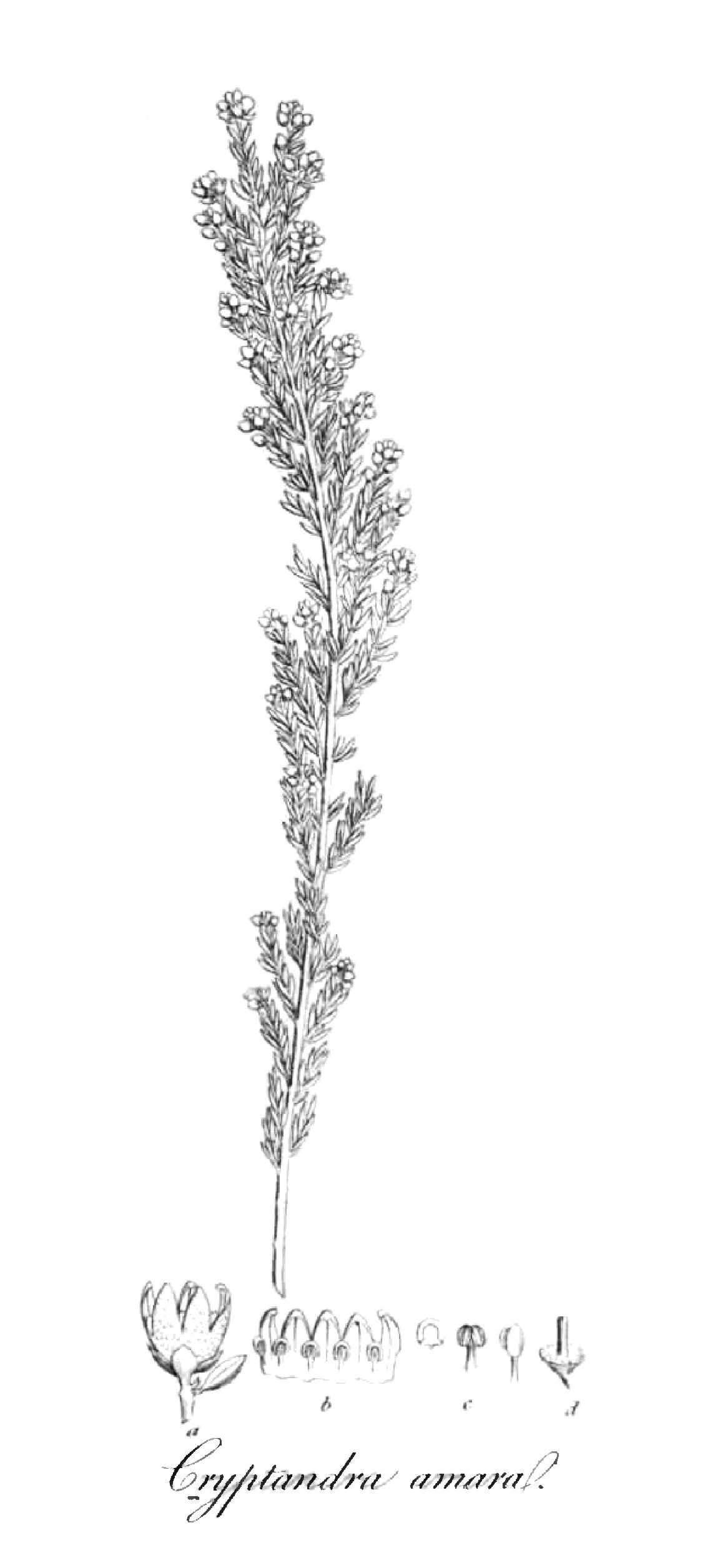